# Josipina Turnograjska
Josipina Toman, rojena kot Josipina Urbančič, psevdonim Turnograjska, slovenska pisateljica, pesnica in skladateljica, * 9. julij 1833, Preddvor, † 1. junij 1854, Gradec.

## Življenje
Rodila se je leta 1833 na gradu Turn pri Preddvoru Janezu Urbančiču in Josipini Terpinc. Imela je še dva mlajša brata Janka in Fidelisa. Ko je dopolnila osem let, ji je umrl oče. Za vzgojo otrok so skrbeli domači učitelji, med njimi tudi Lovro Pintar, ki je vplival na Josipinin odnos do slovenskega jezika in s tem tudi na njeno pisno ustvarjanje v slovenščini. Učila se je latinščino, italijanščino, grščino in nekatere slovanske jezike, matematiko, zgodovino, zemljepis in verouk. Naučila se je tudi igranja na klavir in komponiranja. Kljub temu da ji je bila pot do uradne izobrazbe zaprta, je bila za žensko tistega časa nadpovprečno izobražena. Leta 1850 se je zaročila z Lovrom Tomanom, ki je bil v tistem času že priznan pesnik, govornik in politik. Pravo je študiral v Gradcu, zato sta zaročenca ostajala v stiku preko pisem. Njuna korespondenca obsega več kot tisoč pisem, ki so dolga tudi do 25 strani. Poleg čustvovanja dveh zaljubljencev  upodabljajo tudi veliko podatkov o življenju sredi 19. stoletja. Leta 1853 sta se poročila in se zaradi Tomanove službe preselila v Gradec, kjer je Josipina za posledicami poroda in ošpic umrla že naslednje leto. Stara še ni bila 21 let. Pokopana je v Gradcu na pokopališču svetega Lenarta.
Mira Delavec je o njej napisala biografski roman z naslovom Šepet rdeče zofe.

## Delo
Po padcu Metternichovega absolutizma se je začelo kulturno življenje z močno slovensko in slovansko noto. Tudi Turnograjska se je zelo navduševala nad slovansko idejo. Pisala je le slovensko, kar je bilo takrat redko. Njeno ustvarjanje na začetku ni bilo dobro sprejeto. Tako je Janez Trdina v pismu Lovru Tomanu zapisal: "Ženska naj bode pred pečjo ali pri zibeli - ne pri peresu! To ni njih poklic!" Kasneje je priznal, da so dela Josipine Turnograjske vredna, da se ohranijo za naslednje rodove. 
Josipina Turnograjska je napisala osemintrideset povesti. Ustvarjala je od leta 1850 - 1852, in sicer je sprva  pisala kratke poučne zgodbe z moralno tendenco (Popotnik, Svoboda, Domoljubje, Povračilo), kasneje pa je razvila svoj način pisanja in se ukvarjala tudi z zahtevnejšo tematiko. Med to sodijo zgodovinske povesti (Vojvoda Ferdinand Brannšveigovski in francoski v vojski vjeti vojaki, Marula, Nesrečen prepir, Katarina, ruska carica, Svobodoljubna Slavjanka, Nedolžnost in sila - povest o Veroniki Deseniški) in povesti o aktualnih političnih dogodkih ter o pomenu slovanstva (Poljski rodoljub, Svoboda) in doživljanje narave. Objavljala je  v Slovenski čbeli in Zori. Eno njenih najbolj znanih del je povest o Veroniki Deseniški, z naslovom Nedolžnost in sila. Povest Izdajstvo in sprava govori o albanskem junaku Kastriotu, Boris govori o pokristjanjevanju Bolgarov, zgodba Slavljanski mučenik pa o slovaškem političnem junaku. Ženske nastopajo kot nosilke nadnaravne moči (Marula), nadzemeljske lepote (Veronika Deseniška) ali kot zaščitnice ljubezni in dosmrtne zakonske zvestobe (Zvestoba do smrti). Junaška dekleta ali žene v odločilnih trenutkih prevzamejo nase odgovornost. Junakinje, kot je Rožmanova Lenčiča, poprimejo tudi za orožje, Katarina reši Ruse pred Turki, Marula in Slavljanka zmoreta v odločilnih trenutkih bitke nagovoriti in prepričati celo vojsko. Na Josipino Turnograjsko je vplivala zlasti Božena Nemcova, spise sta ji popravljala Lovro Pintar in Lovro Toman. 
Ohranjene so tri njene pesmi, več jih Josipina Turnograjska najverjetneje ni napisala, saj je bila do svojega pesniškega dela zelo kritična. Vse tri so lirične, največ izpovednega pa je v pesmi Noč na grobu. Ta pesem je nastala ob obiskovanju očetovega groba. Pesem z naslovom Zmiraj krasna je narava je objavila leta 1852 v Janežičevi Bčeli, v njej opisuje naravo v različnih letnih časih. To je njeno najbolj znano lirično delo. Tudi v pesmi Smereka je glavna tema narava, smreka pa je hkrati tudi metafora za človeka. Slovenska literarna zgodovina Josipini Turnograjski kot pesnici ni pripisovala posebnega pomena.

## Poimenovanja
- Kulturno društvo Josipine Turnograjske
- Plaketa Josipine Turnograjske
- Ulica Josipine Turnograjske, Ljubljana
- Ulica Josipine Turnograjske, Maribor

## Zanimivost
Nečak Josipine Urbančič je bil dunajski zdravnik Viktor Urbantschitsch. Ta je bil stari oče avstrijsko-nemško-ameriškega igralca Christopha Waltza.